# Francesco Sauli

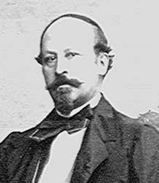
Francesco Sauli

Francesco Maria Sauli, Marchese Sauli (* 20. Januar 1807 in Genua; † 24. Februar 1893 ebenda) war ein Diplomat und Politiker im Königreich Sardinien beziehungsweise nach 1861 Königreich Italien, der unter anderem zwischen 1848 und 1853 Mitglied der Abgeordnetenkammer (Camera dei deputati) sowie von 1853 bis zu seinem Tode 1893 Mitglied des Senats (Senato del Regno) war.

## Leben
Francesco Maria Sauli, Sohn von Gaspare Marchese Sauli, diente als Offizier und wurde zuletzt zum Oberst (Colonnello) befördert. Für seine Verdienste wurde er zwei Mal mit der Tapferkeitsmedaille in Silber ausgezeichnet. Er wurde am 27. April 1848 erstmals zum Mitglied der Abgeordnetenkammer (Camera dei deputati) des Königreichs Sardinien gewählt und gehörte dieser nach seinen Wiederwahlen am 15. Juli 1849 sowie am 9. Dezember 1859 als Vertreter der Wahlkreise Levanto beziehungsweise Genua in der Zeit vom 8. Mai 1848 bis zum 20. November 1853 an. Daneben wurde er am 5. Januar 1849 außerordentlicher Gesandter und bevollmächtigter Minister im Vereinigten Königreich und verblieb dort bis zum 31. Dezember 1852. Danach fungierte er zwischen dem 31. Dezember 1852 und dem 25. September 1856 als außerordentlicher Gesandter und bevollmächtigter Minister im Großherzogtum Toskana und war als solcher in Personalunion auch im Herzogtum Parma sowie im Herzogtum Modena und Reggio akkreditiert.
Am 20. Oktober 1856 wurde er zum Mitglied des Senats des Königreichs Sardinien ernannt und gehörte nach Ausrufung des Königreichs Italien am 17. März 1861 dem italienischen Senat (Senato del Regno) bis zu seinem Tode am 24. Februar 1893 fast vierzig Jahre lang an. Für seine Verdienste wurde er am 5. Mai 1856 Kommandeur des Ordens der Heiligen Mauritius und Lazarus und bekleidete vom 25. September 1856 bis 1860 den Posten als außerordentlicher Gesandter und bevollmächtigter Minister im Russischen Kaiserreich. Für seine dortigen Verdienste wurde er am 12. Juli 1859 Ritter des Zivilverdienstordens von Savoyen sowie am 8. Januar 1860 zudem Großoffizier des Ordens der Heiligen Mauritius und Lazarus. Nach seiner Rückkehr wurde er zunächst Präsident des Rates der Provinz Levante, die bis 1927 existierte und aus der die Provinz La Spezia hervorging, sowie im März 1861 Gouverneur der Toskana.
Sauli, der auch Kommandeur des Ordens der Krone von Italien war, fungierte zwischen dem 6. November 1873 und dem 20. September 1874 als Vizepräsident des Senats.